# Ариль
Ариль — река области Венеция (Италия), впадает в озеро Гарда. Протекает в курортном местечке Кассоне возле Мальчезине.
На реке стоит несколько водяных мельниц и одна маслобойня. Кроме того, реку пересекают 3 моста. Река Ариль считается самой короткой рекой в Италии.